# Artem Sitak
Artem Sitak (nacido el 8 de febrero de 1986) es un extenista profesional neozelandés. 

## Carrera
Su ranking individual más alto fue el n.º 299 alcanzado el 11 de agosto de 2008, mientras que en dobles logró el puesto n.º 39 el 22 de junio de 2015.
Ha logrado hasta el momento 1 título en dobles en el ATP World Tour y 6 títulos de la categoría ATP Challenger Series, todos ellos en modalidad de dobles, así como también ha obtenido varios títulos Futures tanto en individuales como en dobles.

### Copa Davis
Desde el año 2006 es participante del Equipo de Copa Davis de Nueva Zelanda. Tiene en esta competición un récord total de partidos ganados/perdidos de 7/4 (6/3 en individuales y 1/1 en dobles).

### 2014
A mediados del mes de julio, ganó su primer título en el ATP World Tour. En la modalidad de dobles ganó el Torneo de Stuttgart en Alemania. Su compañero fue el polaco Mateusz Kowalczyk y derrotaron en la final a la pareja española-polaca formada por Guillermo García-López y Philipp Oswald por 2-6, 6-1, 10-7. A la semana siguiente continuó cosechando títulos ganando el Challenger de Granby teniendo a su compatriota Marcus Daniell como pareja. Derrotaron en la final a Jordan Kerr y Fabrice Martin por 7-65, 5-7, 10-5.

## Títulos ATP (5; 0+5)

### Dobles (5)
| Leyenda                         |
| Grand Slam (0)                  |
| ATP Wourld Tour Finals (0)      |
| ATP Masters 1000 World Tour (0) |
| ATP World Tour 500 series (0)   |
| ATP World Tour 250 series (5)   |

| No. | Fecha                | Torneo      | Superficie    | Pareja            | Oponentes en la final                     | Resultado           |
| 1.  | 13 de julio de 2014  | Stuttgart   | Tierra batida | Mateusz Kowalczyk | Guillermo García López Philipp Oswald     | 2-6, 6-1, [10-7]    |
| 2.  | 8 de febrero de 2015 | Montpellier | Dura (i)      | Marcus Daniell    | Dominic Inglot Florin Mergea              | 6-3, 4-6, [16-14]   |
| 3.  | 12 de junio de 2016  | Stuttgart   | Hierba        | Marcus Daniell    | Oliver Marach Fabrice Martin              | 6-7(4), 6-4, [10-8] |
| 4.  | 21 de julio de 2018  | Newport     | Hierba        | Jonathan Erlich   | Marcelo Arévalo Miguel Ángel Reyes Varela | 6-1, 6-2            |
| 5.  | 29 de junio de 2019  | Antalya     | Hierba        | Jonathan Erlich   | Ivan Dodig Filip Polášek                  | 6-3, 6-4            |

#### Finalista (8)
| N.º | Fecha                    | Torneo     | Superficie        | Pareja          | Oponentes en la final                   | Resultado           |
| --- | ------------------------ | ---------- | ----------------- | --------------- | --------------------------------------- | ------------------- |
| 1.  | 15 de febrero de 2015    | Memphis    | Dura (i)          | Donald Young    | Mariusz Fyrstenberg Santiago González   | 7-5, 6-7(1), [8-10] |
| 2.  | 26 de abril de 2015      | Bucarest   | Tierra batida (i) | Nicholas Monroe | Marius Copil Adrian Ungur               | 6-3, 5-7, [15-17]   |
| 3.  | 30 de julio de 2017      | Atlanta    | Dura              | Wesley Koolhof  | Bob Bryan Mike Bryan                    | 3-6, 4-6            |
| 4.  | 24 de septiembre de 2017 | Metz       | Dura (i)          | Wesley Koolhof  | Julien Benneteau Édouard Roger-Vasselin | 5-7, 3-6            |
| 5.  | 18 de febrero de 2018    | Nueva York | Dura (i)          | Wesley Koolhof  | Max Mirnyi Philipp Oswald               | 4-6, 6-4, [6-10]    |
| 6.  | 4 de marzo de 2018       | São Paulo  | Tierra batida (i) | Wesley Koolhof  | Federico Delbonis Máximo González       | 4-6, 2-6            |
| 7.  | 6 de mayo de 2018        | Estoril    | Tierra batida     | Wesley Koolhof  | Kyle Edmund Cameron Norrie              | 4-6, 2-6            |
| 8.  | 2 de marzo de 2019       | Acapulco   | Dura              | Austin Krajicek | Alexander Zverev Mischa Zverev          | 6-2, 6-7(4), [5-10] |

## ATP Challenger Tour
| No. | Fecha      | Torneo                    | Superficie    | Pareja                | Rivales en la final             | Resultado           |
| 1.  | 22.09.2008 | Challenger de Lubbock     | Dura          | Roman Borvanov        | Alex Bogomolov Dusan Vemic      | 6-2, 6-3            |
| 2.  | 06.06.2010 | Challenger de Ojai        | Dura          | Leonardo Tavares      | Harsh Mankad zak van der Merwe  | 4-6, 6-4, [10-8]    |
| 3.  | 08.08.2010 | Challenger de Pekín       | Dura          | Pierre-Ludovic Duclos | Sadik Kadir Purav Raja          | 7-6(4), 7-6(5)      |
| 4.  | 06.10.2013 | Challenger de San Pablo-4 | Tierra batida | Roman Borvanov        | Sergio Galdós Guido Pella       | 6-4, 7-6(3)         |
| 5.  | 09.05.2014 | Challenger de Roma        | Tierra        | Radu Albot            | Andrea Arnaboldi Flavio Cipolla | 4-6, 6-2 [11-9]     |
| 6.  | 19.07.2014 | Challenger de Granby      | Dura          | Marcus Daniell        | Jordan Kerr Fabrice Martin      | 7-6(5), 5-7, [10-5] |